# Marco Benedetti
Marco Benedetti (* 20. August 1950 in Pisa) ist ein italienischer EU-Beamter. Er leitet seit 2004 als Generaldirektor die Generaldirektion Dolmetschen der Europäischen Kommission.
Marco Benedetti absolvierte 1976 ein Studium der Chemietechnik an der Universität Pisa und erwarb einen Bachelor-Abschluss am Pariser Lycée Michelet. Von 1976 bis 1978 war er zunächst in der Forschung tätig. Er trat dann in den damaligen Gemeinsamen Dolmetscher- und Konferenzdienst der Europäischen Kommission ein. Nach verschiedenen Karrierestufen wurde er zum 1. Januar 2004 Generaldirektor der neu errichteten Generaldirektion Dolmetschen. In seiner Amtszeit nahm die Zahl der Amtssprachen durch die Erweiterung der EU erheblich zu.